# Haarajärvi (sjö i Multia, Mellersta Finland)
Haarajärvi är en sjö i kommunen Multia i landskapet Mellersta Finland i Finland. Den är 3,8 meter djup. Arean är 41 hektar och strandlinjen är 4,31 kilometer lång. Sjön  ingår i Kymmene älvs huvudavrinningsområde.   Den ligger omkring 40 kilometer nordväst om Jyväskylä och omkring 250 kilometer norr om Helsingfors. 